# Radamantis

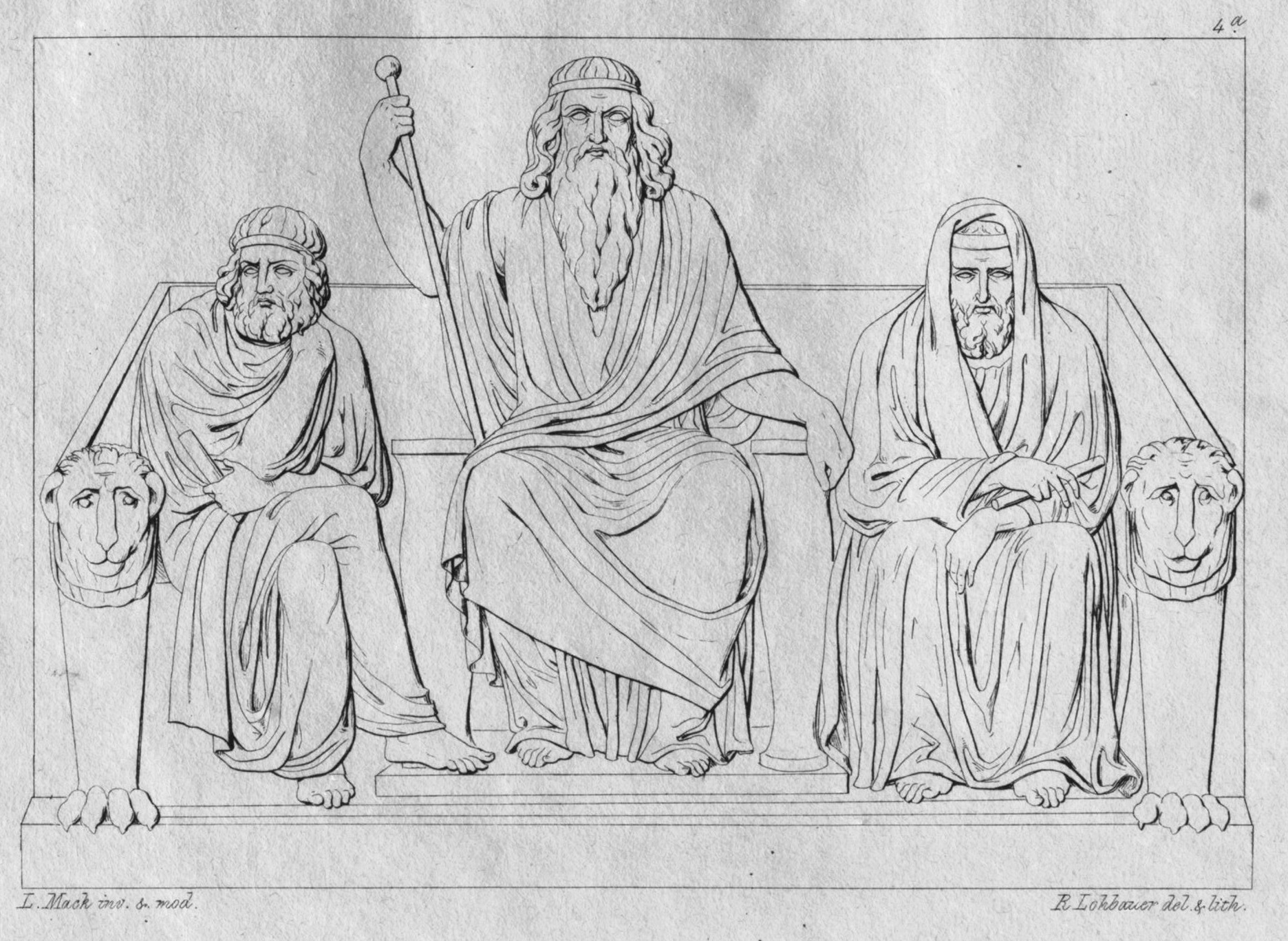
Litografía de los tres jueces de los muertos: Minos, Éaco y Radamanto (Ludwig Mack, Die Unterwelt, 1826.

En la mitología griega, Radamantis o Radamanto (en griego antiguo Ῥαδάμανθυς, Rhadamanthys; en latín Rhadamanthus) era un hijo de Zeus y Europa y hermano de Sarpedón y Minos, rey de Creta.  
Asterio, príncipe de los cretenses, desposó a Europa y crio a los hijos de ésta. Cuando ellos crecieron se pelearon por el amor de un muchacho llamado Mileto o bien Atimnio. Como el muchacho prefiriese a Sarpedón, lucharon, venció Minos y los otros huyeron. Radamantis legisló para los isleños, pero más tarde huyó a Beocia y desposó a Alcmena; desde su muerte actúa como juez en el Hades junto a Minos. Homero lo representa morando en los Campos Elíseos. E Íbico dice que el efebo de Radamantis era, en cambio, un tal Tálao (Talo).
Diodoro Sículo cuenta que de Radamantis los cretenses dicen que pronunció las sentencias más justas y que infligió castigos ejemplares a los piratas, a los impíos y a los otros malhechores. Conquistó un buen número de islas y una vasta zona de la costa de Asia, al entregarse todos sus habitantes voluntariamente debido a que conocían su fama de justicia. A Eritro, uno de sus hijos, Radamantis le confió el reino de la ciudad que por él tomó el nombre de Eritras, y entregó Quíos, dicen, a Enopión, hijo de Ariadna, la hija de Minos, aunque algunos mitógrafos piensan que Enopión sería hijo de Dioniso y que habría aprendido de su padre el modo de elaborar el vino. A cada uno de los otros comandantes de su séquito, dicen los cretenses, Radamantis les concedió una isla o una ciudad, Lemnos a Toante, Cirno a Enieo, Peparetos a Estáfilo, Maronea a Evantes, Paros a Alceo, Delos a Anión, y a Andreo la isla que por él recibió el nombre de Andros. 
Cinetón dice que Radamantis era hijo de Hefesto (o Festo), y Festo, de Talo, así como Talo, hijo de Cres. Otros atribuyen a Radamantis, y no a Dioniso, el papel de esposo de Ariadna y padre de Enopión, Estáfilo y Toante. En este relato, Ariadna era hija de Minos, el hermano de Radamantis.
Hay una referencia a una ley de Radamantis que ordena a los cretenses jurar por animales. Heracles citó la ley de Radamantis, según la cual quien rechaza a un agresor injusto es inocente, para defenderse del asesinato de Lino. También nos dice que Radamantis se embarcó hasta Eubea para encontrarse con Ticio pero no han sobrevivido más datos acerca de este episodio. Radamantis fue uno de los hijos de Zeus a los que él más habría deseado evitar la carga de la ancianidad, pero las Moiras no se lo permitieron.
Platón dice que Zeus nombró a tres de sus hijos como los jueces del inframundo. Estos, después de que los hombres hayan muerto celebrarán los juicios en la pradera en la encrucijada de la que parten los dos caminos que conducen el uno a las Islas de los Bienaventurados y el otro al Tártaro. A los de Asia les juzgará Radamantis y a los de Europa, Éaco, pero Minos pronunciará la sentencia definitiva cuando los otros tengan dudas, a fin de que sea lo más justo posible el juicio sobre el camino que han de seguir los hombres.
Es creencia popular que Dante hizo a Radamantis uno de los jueces de los condenados en la parte del Infierno de La divina comedia. En realidad, no existe una sola parte en la La divina comedia que hable de Radamantis, o Radamanto. Dante solo muestra como juez a Minos, omitiendo por completo a Éaco y Radamantis.
Sin embargo, Virgilio hace una breve descripción de las funciones de Radamantis como juez de las sombras en la Eneida: «El cretense Radamanto ejerce aquí un imperio durísimo. Indaga y castiga los fraudes y obliga a los hombres a confesar las culpas cometidas y que vanamente se complacían en guardar secretas, fiando su expiación al tardío momento de la muerte. Al punto de pronunciada la sentencia, la vengadora Tisífone, armada de un látigo, azota e insulta a los culpados, y presentándoles con la mano izquierda sus fieras serpientes, llama a la turba cruel de sus hermanas (las Furias)».